# Gmina Mogielnica
Gmina Mogielnica là một gmina đô thị-nông thôn (quận hành chính) ở hạt Grójec, Masovian Voivodeship, ở miền đông trung bộ Ba Lan. Khu vực hành chính của nó là thị trấn Mogielnica, nằm cách Grójeckhoảng 22 kilômét (14 mi) về phía tây nam và cách thủ đô Warsaw 62 km (39 mi) về phía nam.
Gmina có diện tích 141,56 kilômét vuông (54,7 dặm vuông Anh), và tính đến năm 2006, tổng dân số của nó là 9.127 người (trong đó dân số của Mogielnica lên tới 2.461 người, và dân số của vùng nông thôn của gmina là 6.666 người).

## Làng
Ngoài thị trấn Mogielnica, Gmina Mogielnica bao gồm các làng và các khu định cư của Borowe, Brzostowiec, Cegielnia, Dąbrowa, Dalboszek, Dębnowola, Dobiecin, Dylew, Dziarnów, Dziunin, Główczyn, Główczyn-Towarzystwo, Gorki-Izabelin, Gracjanów, Jastrzębia, Jastrzębia Stara, Kaplin, Kozietuły, Kozietuły Nowe, Ługowice, Marysin, Michałowice, Miechowice, Odcinki Dylewskie, Otaląż, Otalążka, Pączew, Pawłowice, Popowice, Ślepowola, Stamirowice, Stryków, Świdno, Tomczyce, Ulaski Gostomskie, Wężowiec, Wodziczna và Wolka Gostomska.

## Gminas lân cận
Gmina Mogielnica giáp với các gmina khác như Belsk Duży, Błędów, Goszczyn, Nowe Miasto nad Pilicą, Promna, Sadkowice và Wyśmierzyce.